# Grid
 For alternative betydninger, se Grid (flertydig). (Se også artikler, som begynder med Grid)
Grid er i nordisk mytologi en asevenlig jættekvinde. Hun har tre remedier, der giver hende enorme kræfter, en stav (Gridarvol), et styrkebælte Megingjord og et par jernhandsker. Disse udlåner hun til Thor og de redder hans liv, da han fanget i en stærk fos er ved at drukne. Kun ved hjælp af styrkebæltet og staven får han reddet sig ind til bredden og kan hive sig i land ved hjælp af et lille rønnebærtræ – træet kaldes også Thors redning.

Der skal lige pointeres at Thor selv har et styrkebælte og et par jernhandsker, men han var blevet lokket af Loke til at rejse våbenløs. Loke blev for øvrigt selv presset til dette af jætten Gejrrød.